# Julio Vilamajó
Julio Agustin Vilamajó Echaniz (* 1. Juli 1894 in Montevideo; † 12. April 1948 oder 23. April 1948) war ein uruguayischer Architekt.

## Leben
Vilamajó, Sohn des aus dem französischen Perpignan stammenden Ramón Vilamajó und der Eustaquia Echaniz aus dem spanischen San Sebastián, hatte zwei Geschwister namens Ramón und Estrella. Seine schulische Ausbildung begann er an der an den montevideanischen Straßen Agraciada und Asencio gelegenen Schule. Von dort führte ihn sein Bildungsweg dann zur Universität. Sein Studium, das er seinerzeit noch an der noch nicht in die ingenieurwissenschaftliche und die architekturwissenschaftliche Bereiche aufgespaltenen Fakultät für Mathematik der Universidad de la República absolvierte, schloss er am 24. Dezember 1915 mit dem Architektentitel ab. Neben der Tätigkeit als Architekt wirkte er ab 1917 auch als Dozent. 1920 gewann er den Fakultäts-Wettbewerb Gran Premio de Arquitectura. Von Juli 1921 bis November 1924 – und somit länger als ursprünglich vorgesehen – erfolgte sodann eine Reise nach Europa, die ihn nach Frankreich, Barcelona, Andalusien, Italien und Griechenland führte. Am 3. Mai 1930 heiratete er Mercedes Pulido. 1935 entwarf er das Fertigbausystem Vibro Econo aus modulierten Elementen aus Stahlbeton und ließ es sich patentieren.
Vilamajós Bauprojekte haben Einzug in die uruguayische Architekturgeschichte gehalten. Zu seinen insgesamt 67 Werken zählen zahlreiche als Monumento Histórico Nacional kategorisierte Gebäude. Ein Großteil dieser Bautätigkeit, die teilweise unter Mitwirkung weiterer Architekten erfolgte, erstreckt sich auf die verschiedenen Barrios Montevideos.
In den 1920er Jahren zeichnete er unter anderem für die Errichtung des Casa Pérsico, des Palacio Santa Lucía, des Casa Juan R. Domínguez und des Centro de Almaceneros Minoristas verantwortlich. Im folgenden Jahrzehnt entstanden unter seiner Ägide das Casa Vilamajó in Parque Rodó, das Edificio Juncal und das Gebäude der Fakultät für Ingenieurwissenschaften und Vermessungswesen der Universidad de la República. Auch die Errichtung des zwischenzeitlich allerdings wieder abgerissenen Wohnhauses für Nicolás Dodero am Bulevar Artigas, Ecke Tabaré im Jahre 1939 fiel in diesen Zeitraum. Im letzten Jahrzehnt seines Schaffens folgte 1941 der Bau des Wohnhauses für Miguel Debernardis in Punta del Este. Auch ist der Geschäftsanbau der Confitería La Americana hervorzuheben. Ab 1945 wurde zudem unter seiner Federführung Villa Serrana als Erholungsort im europäischen Stil konzipiert und errichtet.
Auch an der Konzeption zur Errichtung des Sitzes der Vereinten Nationen (UN) in New York wirkte er als beratender Architekt mit. Neben Oscar Niemeyer war er in diesem zehnköpfigen Gremium der einzige südamerikanische Architekt.
Zu Vilamajós Schülern zählten unter anderem Ildefonso Aroztegui und Mario Payssé Reyes.